# Hviderusland i Eurovision Song Contest
Hviderusland har deltaget i Eurovision Song Contest siden deres debut i 2004. Hviderusland deltog første gang, samme år som semifinalerne blev indført i ESC, og de har indtil videre kvalificeret sig til finalen fire gange, i 2007, 2010, 2013 og 2014.

## Hviderusland smidt permanent ud af Eurovision
Fremover bliver verdens største musikkonkurrence, Eurovision Song Contest, uden deltagelse af Hviderusland. Det står klart, efter den europæiske tv-union, EBU, har valgt at smide landets public service-broadcaster, BTRC, på porten.
Det er EBU, der står bag Eurovision Song Contest, og medlemskab af EBU giver også de respektive medlemslande mulighed for at udveksle nyheder og sende sportsbegivenheder på deres kanaler. Nu er Hviderusland dog ikke længere en del af gode selskab.
Dermed gøres maj måneds suspendering af BTRC permanent. Dengang lød det i en pressemeddelelse fra EBU, at man var særdeles bekymrede over Hvideruslands tilgang til pressefrihed og ytringsfrihed.

## Repræsentanter
Nøgle
     Vinder
     Anden plads
     Tredje plads
     Sidste plads
     Deltager valgt, men konkurrerede ikke
| År                           | Kunstner                  | Sang                                              | Sprog        | Oversættelse             | Finale                           | Point                            | Semi                             | Point                            |
| ---------------------------- | ------------------------- | ------------------------------------------------- | ------------ | ------------------------ | -------------------------------- | -------------------------------- | -------------------------------- | -------------------------------- |
| 2004                         | Aleksandra and Konstantin | "My Galileo"                                      | Engelsk      | Min Galileo              | Ikke kvalificeret                | Ikke kvalificeret                | 19                               | 10                               |
| 2005                         | Angelica Agurbash         | "Love Me Tonight"                                 | Engelsk      | Elsk mig i nat           | Ikke kvalificeret                | Ikke kvalificeret                | 13                               | 67                               |
| 2006                         | Polina Smolova            | "Mum"                                             | Engelsk      | Mor                      | Ikke kvalificeret                | Ikke kvalificeret                | 22                               | 10                               |
| 2007                         | Dmitry Koldun             | "Work Your Magic"                                 | Engelsk      | Arbejd med din magi      | 6                                | 145                              | 4                                | 176                              |
| 2008                         | Ruslan Alekhno            | "Hasta la Vista"                                  | Engelsk      | Vi ses                   | Ikke kvalificeret                | Ikke kvalificeret                | 17                               | 27                               |
| 2009                         | Petr Elfimov              | "Eyes That Never Lie"                             | Engelsk      | Øjne der aldrig lyver    | Ikke kvalificeret                | Ikke kvalificeret                | 13                               | 25                               |
| 2010                         | 3+2                       | "Butterflies"                                     | Engelsk      | Sommerfugle              | 24                               | 18                               | 9                                | 59                               |
| 2011                         | Anastasia Vinnikova       | "I Love Belarus"                                  | Engelsk      | Jeg elsker Hviderusland  | Ikke kvalificeret                | Ikke kvalificeret                | 14                               | 45                               |
| 2012                         | Litesound                 | "We Are the Heroes"                               | Engelsk      | Vi er heltene            | Ikke kvalificeret                | Ikke kvalificeret                | 16                               | 35                               |
| 2013                         | Alena Lanskaja            | "Solayoh"                                         | Engelsk      | -                        | 16                               | 48                               | 7                                | 64                               |
| 2014                         | Teo                       | "Cheesecake"                                      | Engelsk      | Ostekage                 | 16                               | 43                               | 5                                | 87                               |
| 2015                         | Uzari & Maimuna           | "Time"                                            | Engelsk      | Tid                      | Ikke kvalificeret                | Ikke kvalificeret                | 12                               | 39                               |
| 2016                         | Ivan                      | "Help You Fly"                                    | Engelsk      | Hjælper dig med at flyve | Ikke kvalificeret                | Ikke kvalificeret                | 12                               | 84                               |
| 2017                         | NAVI                      | "Story of My Life"                                | Hviderussisk | Min livshistorie         | 17                               | 83                               | 9                                | 110                              |
| 2018                         | Alekseev                  | "Forever"                                         | Engelsk      | For evigt                | Ikke kvalificeret                | Ikke kvalificeret                | 16                               | 65                               |
| 2019                         | ZENA                      | "Like It"                                         | Engelsk      | Elsk det                 | 24                               | 31                               | 10                               | 122                              |
| 2020                         | VAL                       | "Da vidna" (Да відна)                             | Hviderussisk | At se                    | Konkurrencen er aflyst dette år. | Konkurrencen er aflyst dette år. | Konkurrencen er aflyst dette år. | Konkurrencen er aflyst dette år. |
| 2021                         | Galasy ZMesta             | "Ya nauchu tebya (I'll Teach You)" (Я научу тебя) | Russisk      | Jeg lærer dig det        | Diskvalificeret af EBU           | Diskvalificeret af EBU           | Diskvalificeret af EBU           | Diskvalificeret af EBU           |
| Har ikke deltaget siden 2019 |                           |                                                   |              |                          |                                  |                                  |                                  |                                  |

## Pointstatistik (2004-2019)

### Flest point til og fra - top 5
NB: Kun point givet i finalerne er talt med.
| Hviderusland har givet point til | Hviderusland har givet point til | Hviderusland har givet point til |
| Placering                        | Land                             | Point                            |
| -------------------------------- | -------------------------------- | -------------------------------- |
| 1                                | Rusland                          | 166                              |
| 2                                | Ukraine                          | 126                              |
| 3                                | Aserbajdsjan                     | 71                               |
| 4                                | Norge                            | 66                               |
| 5                                | Sverige                          | 53                               |

| Hviderusland har modtaget point fra | Hviderusland har modtaget point fra | Hviderusland har modtaget point fra |
| Placering                           | Land                                | Point                               |
| ----------------------------------- | ----------------------------------- | ----------------------------------- |
| 1                                   | Ukraine                             | 50                                  |
| 2                                   | Rusland                             | 41                                  |
| 3                                   | Aserbajdsjan                        | 32                                  |
| 4                                   | Georgien                            | 31                                  |
| 5                                   | Moldova                             | 26                                  |

### 12 point til og fra
NB: Kun 12 point givet i finalerne er talt med.
| Hviderusland har modtaget 12 point fra | Hviderusland har modtaget 12 point fra | Hviderusland har modtaget 12 point fra |
| År                                     | Jury                                   | Televoting                             |
| -------------------------------------- | -------------------------------------- | -------------------------------------- |
| 2007                                   | Israel, Rusland, Ukraine               | Ingen separat televoting               |
| 2010                                   | Georgien                               | Ingen separat televoting               |
| 2013                                   | Ukraine                                | Ingen separat televoting               |
| 2014                                   | Rusland                                | Ingen separat televoting               |
| 2017                                   | Aserbajdsjan, Ukraine                  | Modtog ikke 12 point                   |

| Hviderusland har givet 12 point til | Hviderusland har givet 12 point til | Hviderusland har givet 12 point til |
| År                                  | Jury                                | Televoting                          |
| ----------------------------------- | ----------------------------------- | ----------------------------------- |
| 2004                                | Rusland                             | Ingen separat televoting            |
| 2005                                | Rusland                             | Ingen separat televoting            |
| 2006                                | Rusland                             | Ingen separat televoting            |
| 2007                                | Rusland                             | Ingen separat televoting            |
| 2008                                | Rusland                             | Ingen separat televoting            |
| 2009                                | Norge                               | Ingen separat televoting            |
| 2010                                | Rusland                             | Ingen separat televoting            |
| 2011                                | Georgien                            | Ingen separat televoting            |
| 2012                                | Rusland                             | Ingen separat televoting            |
| 2013                                | Ukraine                             | Ingen separat televoting            |
| 2014                                | Rusland                             | Ingen separat televoting            |
| 2015                                | Rusland                             | Ingen separat televoting            |
| 2016                                | Rusland                             | Rusland                             |
| 2017                                | Bulgarien                           | Bulgarien                           |
| 2018                                | Cypern                              | Ukraine                             |
| 2019                                | Malta                               | Rusland                             |

### Flest point til og fra - alle lande
NB: Kun point givet i finalerne er talt med.
| Hviderusland har givet point til | Hviderusland har givet point til | Hviderusland har givet point til |
| Placering                        | Land                             | Point                            |
| -------------------------------- | -------------------------------- | -------------------------------- |
| 1                                | Rusland                          | 166                              |
| 2                                | Ukraine                          | 126                              |
| 3                                | Aserbajdsjan                     | 71                               |
| 4                                | Norge                            | 66                               |
| 5                                | Sverige                          | 53                               |
| 6                                | Armenien                         | 52                               |
| 7                                | Moldova                          | 51                               |
| 8                                | Litauen                          | 36                               |
| 9                                | Georgien                         | 34                               |
| 10                               | Grækenland                       | 33                               |
| 11                               | Malta                            | 32                               |
| 12                               | Cypern                           | 31                               |
| =                                | Israel                           | 31                               |
| 14                               | Bulgarien                        | 30                               |
| 15                               | Australien                       | 24                               |
| 16                               | Holland                          | 23                               |
| 17                               | Ungarn                           | 20                               |
| 18                               | Belgien                          | 18                               |
| =                                | Italien                          | 18                               |
| =                                | Schweiz                          | 18                               |
| 21                               | Portugal                         | 17                               |
| 22                               | Letland                          | 16                               |
| 23                               | Danmark                          | 15                               |
| =                                | Estland                          | 15                               |
| =                                | Polen                            | 15                               |
| 26                               | Østrig                           | 14                               |
| 27                               | Slovenien                        | 13                               |
| 28                               | Nordmakedonien                   | 12                               |
| 29                               | Frankrig                         | 11                               |
| =                                | Island                           | 11                               |
| =                                | Tjekkiet                         | 11                               |
| 32                               | Serbien og Montenegro            | 10                               |
| 33                               | Tyrkiet                          | 9                                |
| 34                               | Finland                          | 8                                |
| =                                | Rumænien                         | 8                                |
| =                                | Serbien                          | 8                                |
| =                                | Tyskland                         | 8                                |
| 38                               | Albanien                         | 7                                |
| 39                               | Storbritannien                   | 6                                |
| 40                               | Kroatien                         | 5                                |
| 41                               | Bosnien-Hercegovina              | 4                                |
| 42                               | Spanien                          | 2                                |
| 43                               | Irland                           | 1                                |
| =                                | San Marino                       | 1                                |
| 45                               | Andorra                          | 0                                |
| =                                | Jugoslavien                      | 0                                |
| =                                | Luxembourg                       | 0                                |
| =                                | Marokko                          | 0                                |
| =                                | Monaco                           | 0                                |
| =                                | Montenegro                       | 0                                |
| =                                | Slovakiet                        | 0                                |

| Hviderusland har modtaget point fra | Hviderusland har modtaget point fra | Hviderusland har modtaget point fra |
| Placering                           | Land                                | Point                               |
| ----------------------------------- | ----------------------------------- | ----------------------------------- |
| 1                                   | Ukraine                             | 50                                  |
| 2                                   | Rusland                             | 41                                  |
| 3                                   | Aserbajdsjan                        | 32                                  |
| 4                                   | Georgien                            | 31                                  |
| 5                                   | Moldova                             | 26                                  |
| 6                                   | Armenien                            | 24                                  |
| 7                                   | Israel                              | 19                                  |
| 8                                   | Letland                             | 16                                  |
| 9                                   | Malta                               | 14                                  |
| 10                                  | Litauen                             | 12                                  |
| =                                   | Nordmakedonien                      | 12                                  |
| =                                   | Ungarn                              | 12                                  |
| 13                                  | Polen                               | 11                                  |
| 14                                  | Estland                             | 10                                  |
| 15                                  | Grækenland                          | 9                                   |
| 16                                  | Montenegro                          | 7                                   |
| =                                   | Østrig                              | 7                                   |
| 18                                  | Cypern                              | 6                                   |
| 19                                  | Kroatien                            | 5                                   |
| =                                   | Tjekkiet                            | 5                                   |
| 21                                  | Bosnien-Hercegovina                 | 4                                   |
| =                                   | Bulgarien                           | 4                                   |
| =                                   | Island                              | 4                                   |
| 24                                  | Albanien                            | 2                                   |
| =                                   | Serbien                             | 2                                   |
| 26                                  | Portugal                            | 1                                   |
| =                                   | Rumænien                            | 1                                   |
| =                                   | Storbritannien                      | 1                                   |
| 29                                  | Andorra                             | 0                                   |
| =                                   | Australien                          | 0                                   |
| =                                   | Belgien                             | 0                                   |
| =                                   | Danmark                             | 0                                   |
| =                                   | Finland                             | 0                                   |
| =                                   | Frankrig                            | 0                                   |
| =                                   | Holland                             | 0                                   |
| =                                   | Irland                              | 0                                   |
| =                                   | Italien                             | 0                                   |
| =                                   | Jugoslavien                         | 0                                   |
| =                                   | Luxembourg                          | 0                                   |
| =                                   | Marokko                             | 0                                   |
| =                                   | Monaco                              | 0                                   |
| =                                   | Norge                               | 0                                   |
| =                                   | San Marino                          | 0                                   |
| =                                   | Schweiz                             | 0                                   |
| =                                   | Serbien og Montenegro               | 0                                   |
| =                                   | Slovakiet                           | 0                                   |
| =                                   | Slovenien                           | 0                                   |
| =                                   | Spanien                             | 0                                   |
| =                                   | Sverige                             | 0                                   |
| =                                   | Tyrkiet                             | 0                                   |
| =                                   | Tyskland                            | 0                                   |

## Kommentatorer og jurytalsmænd
| År   | Kommentator                          | Jurytalsmand          |
| ---- | ------------------------------------ | --------------------- |
| 2003 | Ales Krugljakov & Tatjana Jakusjeva  | Deltog ikke           |
| 2004 | Ales Krugljakov                      | Denis Kurian          |
| 2005 | Ales Krugljakov                      | Elena Ponomareva      |
| 2006 | Denis Dudinskij                      | Corrianna             |
| 2007 | Denis Kurian & Alexander Tikhanovitj | Juliana               |
| 2008 | Denis Kurian                         | Olga Barabansjtjikova |
| 2009 | Denis Kurian                         | Ekaterina Litvinova   |
| 2010 | Denis Kurian                         | Aleksei Grisjin       |
| 2011 | Denis Kurian                         | Leila Ismailava       |
| 2012 | Denis Kurian                         | Dmitry Koldun         |
| 2013 | Evgeny Perlin                        | Darja Domratjeva      |
| 2014 | Evgeny Perlin                        | Aljona Lanskaja       |
| 2015 | Evgeny Perlin                        | Teo                   |
| 2016 | Evgeny Perlin                        | Uzari                 |
| 2017 | Evgeny Perlin                        | Aljona Lanskaja       |
| 2018 | Evgeny Perlin                        | Naviband              |
| 2019 | Evgeny Perlin                        | Maria Vasilevitj      |
| 2021 | Ingen udsendelse                     | Deltog ikke           |

## Galleri
- Dmitry Koldun i Helsinki (2007)
- Ruslan Alekhno i Beograd (2008)

## Eksterne Henvisninger
- Eurovisions officielle hjemmeside
- Nationale broadcaster BTRC Arkiveret 10. april 2019 hos  Wayback Machine
- "Eurovision-Belarus"